# Neosabellides australiensis
Neosabellides australiensis är en ringmaskart som beskrevs av Hartmann-Schröder 1981. Neosabellides australiensis ingår i släktet Neosabellides och familjen Ampharetidae. Inga underarter finns listade i Catalogue of Life.